# 仮面ライダークウガ (キャラクター)
- 仮面ライダーシリーズ
  - 仮面ライダークウガ > 仮面ライダークウガ (キャラクター)
  - 仮面ライダークウガ (漫画) > 仮面ライダークウガ (キャラクター)
  - 仮面ライダーディケイド > 仮面ライダークウガ (キャラクター)

仮面ライダークウガ（かめんライダークウガ）は、特撮テレビドラマ『仮面ライダークウガ』（以下、テレビシリーズ）に登場する架空のキャラクター。本項目ではテレビシリーズ以降に制作された派生作品や、仮面ライダーシリーズの他作品へ登場した際の形態などについても併せて取り扱う。

## 概要
『仮面ライダークウガ』で初登場。同作品の主役キャラクターである。
モチーフは当時子供たちにカブトムシより人気だったクワガタムシが選ばれた。カブトムシをモチーフにした仮面ライダーストロンガーもデザインの参考にされた。
決定デザインは仮面ライダー1号をベースとしている。フォームチェンジは仮面ライダーBLACK RXのようにすべての形態でデザインが異なる案も存在したが、別人のように見えるために頭部は眼の色を変えるのみとなった。アルティメットフォームのデザインは石森プロではなく、グロンギのデザインも担当したPLEXによる。

### 『仮面ライダークウガ』
超古代でグロンギと戦っていたリントの戦士が、体と同化する装飾具、アークルによって変身する戦士。ベースとなった生物がダグバと同様にクワガタであることや戦士を表すリント文字はダグバを表すグロンギ文字から取った可能性があるという沢渡桜子の推測、そのダグバと同等の力を持つ凄まじき戦士にもなれることから、ダグバの力を参考に開発された可能性があり、グロンギの支配者を封印したものの、その封印の力を永遠にするため、自身を犠牲にしてアークルとともにその体を石棺に横たえて長い眠りについていた。現代の九郎ヶ岳遺跡で石化したアークルが発掘され、アークルが五代雄介に同化してからは雄介が変身する。
装着者の意志にアークルが呼応すると、アークルに埋め込まれている色が変化する不思議な力が宿った霊石・アマダムが持つ原子・分子レベルで分解・再構成する能力モーフィングパワーで、多彩な形態に装着者を変身させる（雄介は形態を変える変身を超変身と呼ぶ）。さらに、雄介がEPISODE19で蘇生処置の際に受けた電気ショックによってアマダムは器質変化していき、基本フォームそれぞれの発展系である4つのライジングフォームや、さらなる強化体アメイジングマイティへの変身能力を得る。戦い続けるとクウガはグロンギの首領たる究極の闇をもたらす者に等しいアルティメットフォームと化す。フォームの総数は11種（アルティメットフォームを複眼の色で区別すると12種）。当初は状況に適応したフォームへ自動的に変身する際、雄介は不慣れからか当惑していた。
手首にあるハンドコントロールリングから発せられるモーフィングパワーで手にした物体を各フォームの専用武器に変換して使用し、必殺技を繰り出す時は手足のハンドコントロールリング・レッグコントロールリングから発せられる封印エネルギーをキックや武器によってグロンギの身体に流し込む。封印エネルギーはそれを帯びた攻撃を標的に直撃させずとも、接触した物質によって伝達されていき、これを受けたグロンギのゲドルート（ベルト）は封印エネルギーと反応して爆発する。また、ゲドルートを付けていないギノガ変異体が封印エネルギーを流し込まれた際は身体が溶解することが確認されている。
劇中では一貫して「仮面ライダー」の呼称は使用されていない。雄介がEPISODE2でズ・ゴオマ・グが自分に向けて放った言葉の中に「クウガ」という単語を聞き取って以降、この名を使用。雄介から伝えられた知人の一部も「クウガ」と呼称するが、それ以外の者は未確認生命体第4号と呼ぶ。

### 『仮面ライダークウガ』以降の作品
『仮面ライダーディケイド』
平成仮面ライダー第10作目を記念して各作品（『クウガ』から『キバ』までの前9作品）のキャラクターがリ・イマジネーションとしてリファインされて登場する。同作品のテレビシリーズおよび派生作品では小野寺ユウスケが変身する。また、劇中では仮面ライダーディケイドもその能力でクウガに変身する。
舞台『MASKED RIDER LIVE&SHOW 〜十年祭〜』
主人公として登場。失敗ばかりの見習いライダー。その優しすぎる性格ゆえにピンチに陥ることが多く、ディケイドに「ライダー失格」を言い渡されてしまう。同じく落ちこぼれの戦闘員・ウーと出会ったことで友情を深め、グローイングフォームからマイティフォームへと変身する。
映画『劇場版 仮面ライダーディケイド オールライダー対大ショッカー』
ライダートーナメントでは、仮面ライダーXと戦う。ビシュムの力でライジングアルティメットに変身する。
映画『仮面ライダー×仮面ライダー W&ディケイド MOVIE大戦2010』
『仮面ライダーディケイド 完結編』では“世界の破壊者”になってしまった士を倒すため、仮面ライダーJや複数のライオトルーパーと共に行動して戦う。最後はアルティメットゴウラムと化しディケイドと相打ちを謀るが倒される。ライダー大戦終了後に復活し、スーパーショッカーと戦う。ドラスとの戦いでは、ディケイド 最強コンプリートフォームによる能力解放を通じて、マイティフォームからライジングアルティメットへ直接変身（通常のコンプリートフォームに登録されているアルティメットフォームに代わって、新たなクウガの最強形態として登場した）。『MOVIE大戦2010』ではスーパークライス要塞に対抗するため、クウガゴウラムに変形して立ち向かう。

その他のテレビシリーズ・劇場版での客演作品
一部の作品を除き、変身者については明確に言及されてない作品がほとんどである。
『オーズ・電王・オールライダー レッツゴー仮面ライダー』
歴史改変の影響で消滅してしまうが、終盤で復活して、1号、2号、NEW電王、オーズを救うために他の悪の組織を吸収し一大勢力となったショッカーの怪人連合を倒すべく、人々の思いを受けて他の仮面ライダーと共に登場する。ショッカーの怪人連合の幹部でグロンギの王として登場したオオカミ種怪人のン・ガミオ・ゼダと共にショッカーの怪人連合の怪人として登場したメ・ガリマ・バと戦った。
『仮面ライダーフォーゼ』
都市伝説の仮面ライダーのネット画像として、グロンギと戦う姿が登場している。
『仮面ライダーウィザード』
同作品の特別編「仮面ライダーの指輪」・最終話「終わらない物語」において登場。
ライダーリングに召喚され、魔宝石の中の世界の主であるアマダムが奪った仮面ライダーの力の源であるクロス・オブ・ファイアが解放されたことで、マイティフォームからライジングアルティメットへ直接変身した。仮面ライダーアギト シャイニングフォームと先手を取り、ダブルライダーキックを放った。鎧武を含めた15人の平成ライダーでアマダムを倒した後は、その世界の晴人である少年にサムズアップを送った。
『仮面ライダー×仮面ライダー 鎧武&ウィザード 天下分け目の戦国MOVIE大合戦』
後半パート（『仮面ライダー鎧武 戦極バトルロワイヤル！』）に登場。戦極時代の武神ライダーの1人として登場しており、名称が武神クウガになっている。甲信地方を護り、作中ではトライチェイサーに乗り、武神カブトのカブトエクステンダーと激しいバイクチェイスを繰り広げる。
『平成ライダー対昭和ライダー 仮面ライダー大戦 feat.スーパー戦隊』
15人の平成ライダーの1人として登場。昭和ライダーとの最終決戦では、アギトと共に仮面ライダーZOや仮面ライダーJと戦った。
『スーパーヒーロー大戦GP 仮面ライダー3号』
歴史改変の影響でショッカーに敗れたのちにショッカー首領の電子頭脳（「歴史改変マシン」）で洗脳されて他の仮面ライダーと共にショッカーライダーとして登場。
『劇場版 仮面ライダービルド Be The One』
『仮面ライダービルド』の映画作品。上記の作品の仮面ライダー・仮面ライダージオウの先行登場を兼ねたシーンにて登場。桐生戦兎 / 仮面ライダービルドが、白いパンドラパネルの力で飛ばされた並行世界にて、他の仮面ライダーたちと共に怪人軍団と戦う姿が確認できる。
『仮面ライダージオウ』
平成仮面ライダー第20作目。EP01などで描かれるオーマジオウとレジスタンスの戦闘の背後にクウガを模した石像が安置されているのが確認できる。EP33では『平成ジェネレーションズFOREVER』で先行登場したクウガアーマーが登場した。EP41ではグランドジオウが召喚したビルドに対してオーマジオウがクウガを召喚。互いのライダーキックを放ち、相討ちとなった。
『平成仮面ライダー20作記念 仮面ライダー平成ジェネレーションズ FOREVER』
作中ではスーパータイムジャッカーのティードが、2000年の九郎ヶ岳遺跡にて古代の戦士からアナザークウガの力を得たことで、平成仮面ライダーそのものが「虚構」の存在になってしまうなど、「平成仮面ライダーの始まりの戦士」として重要な位置付けがなされている。
『劇場版 仮面ライダージオウ Over Quartzer』
『仮面ライダージオウ』の映画作品。下記の漫画版仮面ライダークウガも登場する。
終盤ではオーマフォームに召喚されたアルティメットフォームが登場。
『仮面ライダー 令和 ザ・ファースト・ジェネレーション』（2019年12月21日公開）
『仮面ライダージオウ』と『仮面ライダーゼロワン』をメインとしたクロスオーバー作品。グランドジオウに召喚される形で登場。
『RIDER TIME 仮面ライダーディケイド VS ジオウ/ディケイド館のデス・ゲーム』
『仮面ライダージオウ』のスピンオフドラマ。変身前の小野寺ユウスケとしても登場。
『セイバー+ゼンカイジャー スーパーヒーロー戦記』
『仮面ライダーセイバー』と『機界戦隊ゼンカイジャー』をメインとしたクロスオーバー作品。終盤ではセイバー、1号、V3、ゼロワンらと共にバグスターウイルスをはじめとする怪人連合と戦った。
ゲーム作品
『仮面ライダー バトライド・ウォー 創生』
本郷猛（仮面ライダー1号の変身前の姿）との会話の際、本郷猛を見て本郷教授を思い出す場面がある。
小説作品『S.I.C. HERO SAGA』『MASKED RIDER AGITΩ EDITION -PROJECT G1-』
上記の「未確認生命体第4号」をモチーフに開発されたGENERATIONシリーズの第一世代機であるGENERATION 1、トライチェイサーおよびビートチェイサーの後継機（ガードチェイサーの1世代前）であるロードチェイサーが登場。
『MASKED RIDER DEN-O 『ロスト・トレイン』』
仮面ライダー1号からZXまでの10人の昭和ライダーが最終決戦直前に消えてしまったため、歴史を修正するためアギトからディケイドまでの仮面ライダーとともに電王によって集められる。集められた平成ライダーが消えた昭和ライダーの代わりに最終決戦を行うこととなり、クウガはアギトと共に1973年の浜名湖にて、ゲルショッカー首領と戦闘、その後、他の仮面ライダーとともに岩石大首領やネオショッカー首領とも戦闘を繰り広げている。
同作品にはディケイドも登場しているものの、クウガに変身するのは小野寺ユウスケではなく五代雄介とされている。
『MASKED RIDER DECADE EDITION -ストロンガーの世界-』
岩石大首領に踏み潰されそうになった立花藤兵衛を助け出すなどの活躍を見せる。クウガゴウラムに変形して、ディケイドとタックルと共に岩石大首領の体内に入るが、「ストロンガーの世界」の茂の過剰な電気エネルギーを浴びてライジングアルティメット（ダークアイ）に変身してしまい、ディケイドに襲い掛かる。だが、別の世界のストロンガーのカブトローのライトで電気エネルギーを吸収したことで元の姿に戻った。
ユウスケの意識は失われており、共に潜入したディケイドに襲い掛かった。本人はその時にあった記憶はない模様。
『MASKED RIDER DECADE EDITION -オーズの世界-』
ディケイドなどとともに「オーズの世界」にやってきた。ライダーロボとの最終決戦では、スーパーライジングアルティメットやスイカアームズなど、小説版オリジナルの姿に変身する。

### 『仮面ライダークウガ』の他媒体作品
小説作品『S.I.C. HERO SAGA』
『MASKED RIDER KUUGA EDITION -オデッセイ-』 /  『MASKED RIDER KUUGA EDITION -DARK SIDE-』
同作品では古代でクウガに変身した戦士の名前がリクとされ、それぞれリクとダグバの視点で古代の戦いが描かれている。リク視点の物語が『オデッセイ』、ダグバ視点の物語が『DARK SIDE』。
『仮面ライダークウガ』（漫画作品）
沢渡桜子の碑文解読によれば、「グロンギの仲間だったが、リントの味方となった」とされている。テレビシリーズや小説のような「リントがグロンギに対抗するために誕生させた存在」は、アギトとされている。
『小説 仮面ライダークウガ』
クウガ以前にリントが誕生させたプロトタイプのクウガが登場している。

## フォーム
劇中では「○（各フォームの体色）のクウガ」と呼ばれている。第7話のシナリオでは桜子がフォーム名を命名するシーンも用意されていたが、尺の都合でカットされた。マイティフォームとグローイングフォーム以外は胴体の生体装甲であるチェストブロッカーの形状も変化する。
- 企画初期の段階では、ライフルを使用した「ガンライダー」、手裏剣を使用した「ニンジャライダー」というフォームも存在していた[8]。

### テレビシリーズでのフォーム

#### グローイングフォーム
基本カラーは白で通称「白のクウガ」。戦士としての心構えが不十分であった際や激しくエネルギーを消耗して各フォームの姿を維持できなかった際に変身するクウガの未完成形態。複眼のコンパウンドアイズや各所のクリスタルはオレンジ色。角部分のコントロールクラウンが短いことを除けばマイティフォームに近似した姿であり、専用武器が無く肉弾戦主体なのもマイティフォームと同様である。戦闘能力が低くパワーもマイティフォームの半分のため、この姿では苦戦を強いられるが、常人を遥かに越える力を持つ。当初は「未確認生命体第2号」と呼ばれていたが、EPISODE19で一条薫から白い第4号と呼ばれた。
前述の通り、作中ではペガサスフォームやライジングフォーム時にエネルギーを使い果たした際や、毒胞子を受け生命の危機にまで陥った2度のメ・ギノガ・デ戦のように、精神力・体力が著しく低下した際にこの形態となるのがほとんどであり、エネルギーも足りないため、雄介の姿にすぐに戻ってしまう。この状態ではアマダムが器質変化を起こし、エネルギーを消耗した後は再び変身可能になるまで2時間を要する。また、クウガになったばかりの雄介は、戦う決意を固めマイティフォームに変身できるようになるまではこの形態となっていた。

#### マイティフォーム
基本カラーは赤で通称「赤のクウガ」。炎を司るクウガの基本形態。アイデンティティワードは「邪悪なるものあらば 希望の霊石を身につけ 炎のごとく邪悪を打ち倒す戦士あり」。
専用武器は無く、常人の数十倍の超感覚と運動能力が強化されており、拳打や蹴り、投げ技のマイティバスターや肘打ち、敵の拳打などの衝撃を吸収する構造の生体装甲など身体能力を活かしたキックやパンチでの肉弾攻撃を得意とするアマダムの力がバランス良く働くバランス型。敵の戦法を探る時に基本的戦闘能力を兼ね備えたこのフォームで戦い、敵の攻撃パターンに合ったずば抜けた限定能力を発揮するフォームにフォームチェンジ（超変身）する戦法を取ることもある。場合によってはゴ集団を追い詰めることもあり、超古代においてはこの形態で中間体のダグバを倒している。
手のハンドコントロールリングはゴウラムと連携した必殺技を介して封印エネルギーを流し込む時に使用される。

#### ドラゴンフォーム
基本カラーは青で通称「青のクウガ」。水を司るクウガの派生形態。アイデンティティワードは「邪悪なるものあらば その技を無に帰し 流水のごとく邪悪をなぎ払う戦士あり」。
生体装甲は薄くかつ軽いものとなっており、跳躍力・瞬発力・敏捷性に優れ、特に跳躍力は時としてマイティフォームの3倍を上回る数値を発揮。その反面、パンチ力やキック力はマイティフォームより著しく低下しているが、ドラゴンロッドを使用した棒術に加え、雄介の持つ「2,000の技」の1つである中国拳法で欠点を補っている。俊敏さを活かした回避しながらの様子見やビルの屋上といった高所に移動する時のみこのフォームになることもあり、水辺での戦闘にも対応している。利便性の高さも相まってマイティフォームに次いで多用された。
- 企画初期の段階では、「ドラゴンライダー」という名称であった[16]。

#### ペガサスフォーム
基本カラーは緑で通称「緑のクウガ」。風を司るクウガの派生形態。アイデンティティワードは「邪悪なるものあらば その姿を彼方より知りて 疾風のごとく邪悪を射ぬく戦士あり」。
チェストブロッカーは防弾服のように防弾効果の高いものとなり、左肩のみにショルダーブロッカーを装備し、減退した腕力を右腕のパワーサポートリングで増幅する。全身の神経が極限まで緊張して、視覚・聴覚・嗅覚が鋭敏になったため、紫外線・赤外線はおろか電磁波をも可視領域とし、超音波も聞くことが可能。ペガサスボウガンと組み合わせた狙撃を行い、左肩のショルダーブロッカーで反動を抑える。
そのため、射撃を得意とするものの、格闘戦を不得意としており、接近戦にも弱い。
反面、触覚も強化されているため、それに伴い痛覚の感度も上がっており、生体装甲で覆われていない部分への貫通するなどして受ける体感ダメージは全形態の中でも大きい。また、前述の通り神経を極限まで緊張させる関係上、エネルギーの消耗が激しく、神経の疲弊によって50秒しか形態を維持できない。制限時間を超過した場合は強制的にグローイングフォームになり、約2時間の変身不能状態に陥る。精神を集中すれば洞察力や判断力まで強化できるが、初登場時（EPISODE7・8）は研ぎ澄まされた感覚を制御しきれずに苦しみ、時間切れで倒れてしまった。

#### タイタンフォーム
基本カラーは紫で通称「紫のクウガ」。大地を司るクウガの派生形態。アイデンティティワードは「邪悪なるものあらば 鋼の鎧を身につけ 地割れのごとく邪悪を切り裂く戦士あり」。
胴体・肩・前腕が鎧状の堅固な生体鎧・タイタンブロッカーとなったことで、腕力をはじめとした全身の運動能力が強化されている。タイタンソードという剣を手にし、敵の攻撃に避けずに攻め立てる紙一重の戦いで、豪放大胆な剣技を主としている。しかし反面、生体鎧が重過ぎるため、動きが鈍重になる弱点を持つ。
防御力が強化されているとはいえ、鎧に覆われていない部分の防御面は変わっていない。武器を主体としたゴ集団との戦闘でも多用されたが、ゴ集団の攻撃に耐えられずにダメージを負うことも多かった。

#### ライジングフォーム
金の力・ライジングパワー（雄介曰く「ビリビリ」）。マイティ・ドラゴン・ペガサス・タイタンの各フォームから放電を伴った各フォームの強化形態で、雷の力が加わっている。遺跡から発掘された碑文には直接的な記述はなく、古代には存在しない形態だったと雄介は予想したため、桜子との会話の中で古代にはなかったミレニアム特別バージョンという名称が付けられた。
ギノガ戦で仮死状態になった際に電気ショックを施したことが原因と推論されており、電気刺激によってアマダムが器質変化を起こし、電気的なエネルギーを生成し放出するようになったと思われる。EPISODE20のギノガ変異体との戦闘以降に謎の放電現象として兆候が表れ始め、雄介の「もっと強くならなければダメだ」という意志によるものと考えられている。アマダムに雄介の脳から出された信号伝達物質が大量に送り込まれることで、アマダムの特殊な力が導き出され、榎田によって科警研での変身テストで顕現した。
ベルト部含む体のところどころに金色の装飾やラインが走り、手甲に各フォームを司るリント文字が出現している他、各フォームの武器も強化されている。アークルには「心優しき戦士よ 新たなる力を身につけ雄々しく邪悪を打ち倒せ」を意味するアイデンティティワードが刻まれている。当初はアマダムへの負担の関係で30秒間しか変身を維持できず、これを越えて使用し続けると元のフォームに戻ってしまった。EPISODE45・46でゴ・ガドル・バに敗れた「より強くなりたい」と願う雄介が再び電気ショックを受けたことで永続的な維持が可能となり、同時にアメイジングマイティにも覚醒した。
専用武器の強化パーツにはいずれも「雷の力を加えて邪悪を鎮めよ」のリント文字が刻まれている。
- 企画初期段階ではライジングフォームは存在しておらず、アルティメットフォーム登場に至る流れを自然にすべく発案された[25][26]。電気の力が由来であるが、劇中で雄介が除細動器による電気ショックによって蘇生したのは偶然の一致であったという[25][26][注釈 6]。
- 強化武器は当初、新規デザインの武器が想定されていたが、最終的に各フォームの既存の武器に装飾するアイディアとなった[27]。

##### ライジングマイティ
通称「赤の金のクウガ」。ライジングパワーで強化されたマイティフォームの強化形態。基本カラーは赤と金色。
筋肉を始めとするボディ各部が発達し、全体の格闘能力がバランス良く強化され、右足にマイティキックの威力を増幅する金色の足甲・マイティアンクレットが装着されており、「炎の技よ、雷の力を加えて邪悪を鎮めよ」のリント文字が刻まれている。劇中で最も多くゴ集団を倒した形態。この形態に勝利したのはゴ・ガドル・バだけである。
通常はマイティフォームから変身していたが、ガドル戦では、二度目の電気ショックにより、雄介から直接変身した。

##### ライジングドラゴン
通称「青の金のクウガ」。ライジングパワーで強化されたドラゴンフォームの強化形態。基本カラーは青と金色。
ジャンプ力と瞬発力が強化された。

##### ライジングペガサス
通称「緑の金のクウガ」。ライジングパワーで強化されたペガサスフォームの強化形態。基本カラーは緑と金色。
肩部が射撃に耐えるために強化されており、目や耳などのあらゆる超感覚機能や射撃能力が研ぎ澄まされるも、非常にエネルギーの消耗が激しいため、形態の維持時間が30秒とさらに短くなった。

##### ライジングタイタン
通称「紫の金のクウガ」。ライジングパワーで強化されたタイタンフォームの強化形態。基本カラーは紫・金色。
ライジングフォーム中最も早く発現した。全身の筋肉がさらに発達し、生体装甲の強度も強化したことでパワーと防御力が数倍に強化され、特に防御力はゴ・ガメゴ・レの鉄球攻撃を苦も無く跳ね返すほど高い。
ライジングフォーム共通の金色の装飾に加え、鎧自体も色が大きく変化するなど、他の3フォーム以上に強化前との差異が顕著に現れた姿となっている。

#### アメイジングマイティ
通称「黒の金のクウガ」。二度目の電気ショックを受けたことで強化したライジングパワーによってライジングフォームに長時間変身できるようになったクウガが覚醒させたライジングフォームの最強形態。基本カラーはマットな質感の黒・金色。
複眼や額のクリスタルの色は赤。右足に加えて左足にもマイティアンクレットが装備され、手甲のリント文字も「雷」に変化している。
この形態で苦戦を強いられたゴ・ガドル・バの撃破に成功するが、完全体のン・ダグバ・ゼバにとっては無力に等しくアークルに亀裂を入れられてしまう。この敗北で五代はアルティメットフォームに変身する決心をすることになり、それはクウガを殺さなかったダグバの望みでもあった。

#### アルティメットフォーム
通称「究極の力を持つクウガ」、クウガがダグバと等しい存在の黒き闇、究極の闇をもたらす力、凄まじき戦士と形容される状態に変身を遂げたクウガの究極形態。基本カラーは黒。アイデンティティワードは「聖なる泉枯れ果てし時、凄まじき戦士雷の如く出で、太陽は闇に葬られん」。手甲のリント文字は「戦い」。
アマダムが本来の力を開放した結果なのか、4本に増えたコントロールクラウン・各所の黒いクリスタルなど、他のフォームとは一線を画した根本的に異なる攻撃的な外見である。劇中未使用だが、設定上はハンドコントロールリングから黒を基調とした従来のフォームが使用するすべての武器を生成することができる。さらに敵のベルトに触れることで能力を吸収できる。封印エネルギーを放出する器官が血管状組織として全身に表出しており、全身から高い封印エネルギーを放出する。
口を保護するための装甲、アーマードマウスは鋭利な牙状になり、敵に噛み付くことができる。肩部のショルダーブロッカーはショルダータックル用に鋭い角のような構造になり、敵を一撃で貫くことができる。肘部の攻撃用エルボースパイクや脚部の大型のスパイクは伸縮自在で攻撃と共に伸び、高い封印エネルギーを放出して敵を切断する。周囲の原子・分子を操り物質をプラズマ化して対象を発火させる超自然発火能力（パイロキネシス）やプラズマイオンを放つといった能力も持つ。単純な戦闘能力は他のフォームの追随を許さず、同等の力を持つダグバとの決戦では互いの超自然発火能力も効果がなく、パンチを主とした肉弾戦となった。
- 当初は中盤で登場する予定であったが、物語の進行上、究極のフォームとして登場させるため、先送りとなった[26]。

『仮面ライダークウガ』におけるアルティメットフォーム
EPISODE35で雄介はゴ・ジャラジ・ダへの憎しみから一度このフォームになりかけており、ジャラジが爆発した際、その爆炎の中でアークルからの警告としてこの姿の幻影を見せられ危険性を知った後は使用しないと誓っていた。EPISODE47でのダグバとの初戦で敗北したことを受け、EPISODE48で初めて自らの意志でこのフォームに変身したが、その際も今までと同様に人々と笑顔を守ろうとする優しい心を保ち続けた。
その結果、雄介は理性を失って暴走した黒い瞳の姿（ブラックアイ）とは異なる、自我を保った赤い瞳（レッドアイ）のアルティメットフォームに変身し、古代の伝説を塗り替えた。
アルティメットアークルには本来「心清き戦士 力を極めて戦い邪悪を葬りし時 汝の身も邪悪に染まりて永劫の闇に消えん」と記されているが、赤目の場合は「清らかなる戦士 心の力を極めて戦い邪悪を葬りし時 汝自らの邪悪を除きて究極の闇を消しさらん」に変化している。
『仮面ライダーディケイド』におけるアルティメットフォーム
光夏海が夢で見るライダー大戦で参加していたクウガが、全てのライダーを倒した後、去ろうとするディケイドを止めようとして、マイティフォームから変身して、ディケイドとの壮絶な殴り合いをする。
「ライダー大戦の世界」では、スーパーアポロガイストの攻撃で倒れたユウスケが、キバット族のキバーラに噛まれたことで、仮面ライダーキバの変身などに使われている魔皇力を注入されたことで覚醒・暴走し、変身する。
『仮面ライダージオウ』におけるアルティメットフォーム
『劇場版 仮面ライダージオウ Over Quartzer』にて登場。オーマフォームに召喚されたクウガが変身。仮面ライダーJとバイオライダーのライドウォッチで巨大な液状体となったバールクスに超自然発火能力を応用した火球や光線を放つが無効化されてしまう。ジオウ オーマフォームがキングタイムブレークを放った際は自身のタイトルロゴと共に平成ライダーキックを放った。

### 派生作品でのフォーム

#### クウガゴウラム
『仮面ライダーディケイド』で初登場した、ディケイドが所持するファイナルフォームライド・クウガのライダーカードによって変形したFFR（ファイナルフォームライド）形態であるクワガタメカ。
形状はゴウラムを模している。クウガの身体がゴウラムのボディを包むように変形して、両脚の部分に当たる巨大な両顎で空中から敵に突撃する攻撃を得意とする他、背中にディケイドを乗せることも可能。防御力に優れる。この状態でファイナルアタックライド・クウガのライダーカードを使用すると、必殺技ディケイドアサルトが発動する。
『ディケイド』の関連作品では、ユウスケが変身するクウガの他に、『ウィザード』の特別編における、ライダーリングで呼び出されたクウガも変形している。

#### アルティメットゴウラム
『仮面ライダー×仮面ライダー W&ディケイド MOVIE大戦2010』の『仮面ライダーディケイド 完結編』で初登場した、アルティメットフォーム（ダークアイVer.）のFFR（ファイナルフォームライド）形態。カードを使用せず、キバーラの魔皇力によって発現したアルティメットフォームの力をユウスケが使いこなしたことで自身の意思で単体変形した。
形態はクウガゴウラムに酷似しているが眼が黒く、体色やアーマーの形状もアルティメットフォームに準拠した物に変化。体重と最高飛行速度も若干増加している。羽から噴出する紫色のエネルギーが特徴で、強大な力でディケイド 激情態に特攻を仕掛けたが、ライドブッカー・ソードモードの斬撃を受けてコンビナートに墜落してしまい、ライダーカードに変化してしまった。

#### ライジングアルティメット
『劇場版 仮面ライダーディケイド オールライダー対大ショッカー』で初登場した、『ディケイド』の関連作品に登場する小野寺ユウスケが変身するクウガの新たな究極形態。各作品の描写によれば、クウガが外部からの力を浴びたことで変身したイレギュラーな形態とされており、初登場の『オールライダー対大ショッカー』では、門矢小夜 / 大神官ビシュムが持つ地の石から放たれた黒い光線による洗脳の効果、『S.I.C. HERO SAGA -ストロンガーの世界-』では、「ストロンガーの世界」における城茂の過剰な電気エネルギーによるものになっている。
アルティメットフォームに、ライジングフォームの特徴である金色の意匠が追加され、頭部の角も含めて全体的なシルエットも大きく変化している。『オールライダー対大ショッカー』でのビシュム曰く「最も邪悪なライダー」や「ライジングアルティメットクウガ」と呼ばれており、アルティメットフォームと同様に複眼の色が複数存在し、自我を持った赤い瞳のレッドアイと、変身の原因となった力によって理性を失い暴走した黒い瞳のダークアイが存在する。
『オールライダー対大ショッカー』では、ユウスケが通常のクウガとは異なり右手を前に上げて左手を斜めに出すという変身ポーズをとる他、『オーズの世界』では、往来のクウガのように、タイタンフォームからこの形態に超変身（フォームチェンジ）する。
派生作品では、『ストロンガーの世界』を除けばレッドアイ、『ウィザード』の特別編を除けば変身者はユウスケとなっている。
- 当初は悪役と聞いていたため、本能に任せて何も考えずに描いたという[48]。
- スーツは新規造形だが、一部のディテールはアルティメットフォームから型取りしているため、ディテールを合わせてデザインしている[49]。複眼はクリアのアクリルで成形された表層の中を黒と赤を換装する形で表現している[50]。

#### 『S.I.C. HERO SAGA』の登場形態
スーパーライジングアルティメット
ジオラマ小説『S.I.C. HERO SAGA -オーズの世界-』で初登場した、ライジングアルティメットが強化された特殊形態。仮面ライダーオーズのFFR形態・オーズアーマーを装備したディケイドの電気ウナギウィップと、ディエンドがカメンライドで召喚した仮面ライダーストロンガーの「エレクトロファイヤー」による2種類の電気エネルギーが受けたことで変身した。スペックはライジングアルティメットがアルティメットフォームの20倍に対して、120トンになったパンチ力と変わらない走力を除いてキック力が10倍、ジャンプ力が40倍に上がっている。
全身の金色の部分が増えており、ストロンガーの電気エネルギーが入っている影響なのか、額の2本角にはストロンガーの角部分であるカブトショックを模した十字模様が入っている他、胸にはS字の紋章が刻まれている。
電気エネルギーによる攻撃を得意としているが、必殺技のエネルギーの消耗が激しく、ライダーロボを倒した際に不完全形態のグローイングフォームに戻ってしまう。フォーム名や後述の技名はいずれも士がつけた。
スイカアームズ
ジオラマ小説『S.I.C. HERO SAGA -オーズの世界-』で登場した、スイカの鎧を装備した重装備形態。本来は『仮面ライダー鎧武/ガイム』にてスイカロックシードを使用して変身するアームズで、当初はユグドラシル・コーポレーションの黒影トルーパーが使用していたが、ライダーロボ ディエンド変身態が呼び寄せた巨大な怪人たちを自爆した後、大破していない物をユウスケが使用。スーパーライジングアルティメットによるエネルギーの消耗で、グローイングフォームに戻ってしまったクウガのパワーダウンを補う。

### スペック一覧
| 名称                             | 身長   | 体重    | パンチ力 | キック力 | ジャンプ力 （ひと跳び） | 走力 （100 m） |
| -------------------------------- | ------ | ------- | -------- | -------- | ----------------------- | -------------- |
| グローイングフォーム             | 190 cm | 90 kg   | 1.5 t    | 5 t      | 7.5 m                   | 10.4秒         |
| マイティフォーム                 | 200 cm | 99 kg   | 3 t      | 10 t     | 15 m                    | 5.2秒          |
| ドラゴンフォーム                 | 200 cm | 90 kg   | 1 t      | 3 t      | 30 m                    | 2秒            |
| ペガサスフォーム                 | 200 cm | 99 kg   | 1 t      | 3 t      | 15 m                    | 5.2秒          |
| タイタンフォーム                 | 200 cm | 111 kg  | 7 t      | 10 t     | 10 m                    | 7.2秒          |
| ライジングマイティ               | 200 cm | 104 kg  |          |          |                         |                |
| ライジングドラゴン               | 200 cm | 92 kg   | 50 m     |          |                         |                |
| ライジングペガサス               | 200 cm | 99.9 kg |          |          |                         |                |
| ライジングタイタン               | 200 cm | 122 kg  |          |          |                         |                |
| アメイジングマイティ             | 200 cm | 125 kg  |          |          |                         |                |
| アルティメットフォーム           | 202 cm | 150 kg  | 80 t     | 100 t    | 90 m                    |                |
| ライジングアルティメット         | 210 cm | 150 kg  | 100 t    | 120 t    | 110 m                   | 1秒            |
| スーパーライジングアルティメット | 210 cm | 150 kg  | 120 t    | 130 t    | 150 m                   | 1秒            |

| 名称                   | 全長     | 全幅     | 重量   | 最高速度 |
| ---------------------- | -------- | -------- | ------ | -------- |
| クウガゴウラム         | 2,700 mm | 1,200 mm | 250 kg | 500 km/h |
| アルティメットゴウラム | 2,700 mm | 1,200 mm | 260 kg | 600 km/h |

## ツール
アークル
リントの科学者によって開発された生物を変身させる霊石・アマダムを埋め込んで作り出した装具で、クウガの変身ベルト。変身前の状態では雄介の体内に分解されて散らばっており、変身時に体外に実体化して現れる。MRIの検査によるとアマダムから全身に伸びていった神経組織のようなものが広がっており、そこから命令が何らかの形で出されていると推察されている。カルシウムやタンパク質などの有機的なもので組成されている。細菌に冒された場合は細菌の特性に応じて体温を下げる。変身ポーズを決めて精神統一をした雄介の意志に呼応して神経組織のようなものから命令が発せられることで急激に体の細胞を分子・原子レベルで変化させ、筋肉組織が強化され各神経を発達することでわずか5.5秒で変身する。グロンギの血液検査・死体解剖の結果、彼らは人間とほぼ同様の種族であり、体組織はクウガとグロンギは同一であることが判明した。
アマダムには装着者の負傷を短時間で回復させ、命に関わるほどの重傷を負った場合は装着者を仮死状態にして癒す機能がある。九郎ヶ岳遺跡に埋葬されていた超古代の戦士はこの力でダグバ復活時まで生存していたことが判明している。しかし「心清く体健やかなるもの これを身につけよ さらば戦士クウガとならん」「ひとたび身につければ 永遠に汝とともにありて その力となるべし」とアークルに記されており、一度装着すれば肉体の一部となり、装着者が死亡するか、外部から破壊されない限り二度と取り外せない。ライジングフォーム覚醒時には器質変化したアマダムから脳に及んだ神経状の組織の増殖・筋肉の活動電流の増加など、強くなる度に装着者の身体をアマダムが侵食し、最終的には神経組織が脳に達すると「戦うためだけの生物兵器」に変貌させる危険性がある。
バックル中央部のモーフィンクリスタルはアークルが装着者の腹部に出現した時点では色が付いておらず、装着者が変身の意思を表すことで対応したフォームの色に光るが、EPISODE2からEPISODE12まではアークル出現時で既に点灯していた。
ライジングアークル
ライジングフォームとアメイジングマイティの変身の際に、アークルのバックル部分に金色の装飾が出現し、モーフィンクリスタルが金色に発光した状態。
バックルにはリント文字で「心優しき戦士よ 新たなる力を身に付け 雄々しく邪悪を打ち倒せ」「空しき闇を引き裂く雷の輝きが 汝とともにあらんことを」と記されている。
そして、ダグバとの熾烈な初戦で亀裂が入り、器質的に弱くなっていた。
アルティメットアークル
アルティメットフォームとライジングアルティメット、スーパーライジングアルティメットに変身の際に出現させた状態。
金色の装飾に加え、アークルの前を見た部分の、横一列に並んでいたリント文字を記されていた金色の部分および、赤・青・緑・紫の4色の部分が金2色と銀に変換されており、モーフィンクリスタルが黒に変化している。
バックルにはリント文字で「心清き戦士 力を極めて戦い 邪悪を葬りし時」「汝の身も邪悪に染まりて永劫の闇に消えん」（黒目のアルティメットフォーム）、あるいは「清らかなる戦士 心の力を極めて戦い 邪悪を葬りし時」「汝 自らの邪悪を除きて究極の闇を消し去らん」（赤目のアルティメットフォーム）と記されている。

ドラゴンロッド
手すりや枝など「長き物」をイメージさせる物を握ることでその物体の分子構造をモーフィングパワーで変化させたドラゴンフォーム専用の必殺武器。戦闘時には両端が最大長2メートルまで伸長し、そこに埋め込まれている霊石から封印エネルギーを発する。霊石にはドラゴンフォームを示す「水・水龍」のリント文字が描かれており、棒身には「来たれ！海原に眠れる水竜の棒よ！」というリント文字が繰り返し刻まれている。振り回すたびに鈴が鳴るような音が響く。
ライジングドラゴンロッド
両端にライジングパワーを秘めた金色のブレードが発生し、薙刀状に強化変形したドラゴンロッド。格段に攻撃力が上がっている。ブレード部には「雷の力を加えて邪悪を鎮めよ」を意味するアイデンティティワードが刻まれている。突き立てて封印エネルギーを注入し、そのまま放り投げるという戦法が可能となる。

ペガサスボウガン
拳銃など「射抜く物」をイメージさせる物を手にすることで作り出されるペガサスフォーム専用のエアボウガン。一度銃尻のトリガーレバーを引いて照準を絞り、空気エネルギーを銃口から吸収し、トリガーレバーを離すことで封印エネルギーが圧縮された空気弾・ペガサスアローを放つ。銃口後部に埋め込まれている霊石にはペガサスフォームを示す「疾風」のリント文字が描かれており、銃身には「来たれ！空高く翔ける天馬の弓よ！」というリント文字が繰り返し刻まれている。
ライジングペガサスボウガン
銃身上部にライジングパワーを秘めた金色のブレードが発生し、強化変形したペガサスボウガン。大幅に射程距離が伸びて連続速射が可能となり、一度の発射で数発の空気弾を射出する。

タイタンソード
- 全長：111cm（通常時）、120cm

トライアクセラーや角材など「斬り裂く物」をイメージさせる物を手にすることで作り出されるタイタンフォーム専用の剣。巨大で重い刀身全体から封印エネルギーを発する。全長111センチメートルの刀身が半ばから最長120センチメートルに伸びる仕様になっており、必殺技時に伸長する。柄に埋め込まれている霊石にはタイタンフォームを示す「地割れ」のリント文字が描かれており、刀身には「来たれ！大地を支える巨人の剣よ！」というリント文字が繰り返し刻まれている。
ライジングタイタンソード
先端にライジングパワーを秘めた金色の刀身が発生し、強化変形したタイタンソード。こちらは刀身が伸びないが、その長さはタイタンソードを上回る。ゴ・ジャーザ・ギ戦では二刀流を披露した。

## 必殺技
劇中、クウガの口から正式な必殺技名を呼称する描写は、一切なされていない。括弧内は使用フォーム。
マイティキック（グローイング）
右足に封印エネルギーを収束させ、跳び蹴りを叩き込み、封印エネルギーを流し込む。メ・ギノガ・デに3回放ったことで撃破に成功した。

マイティキック（マイティ）
右足先に封印エネルギーを集中させて蹴り込み、封印エネルギーを流し込む。破壊力は30トン。
強化マイティキック（マイティ）
硬質な外皮を持つズ・ザイン・ダに通常のマイティキックが効かなかったことを受けて、雄介が考案した発展型で、敵との間合いを開け、助走をつけて雄介の107番目の技・空中回転を加えて炎のようなエネルギーを放出して放つ。究極体となったズ・ゴオマ・グにもこれを放ったが、退けられてしまう。
ライジングマイティキック（ライジングマイティ）
マイティキックの強化版。右足により強力な封印エネルギーを収束させ、跳び蹴りを叩き込み、封印エネルギーを流し込む。ライジングフォームの必殺技の中でも特に発生する衝撃波が広く、命中すると半径3キロメートルに及ぶため、使いどころが限られる。
破壊力は50トン。
アメイジングマイティキック（アメイジングマイティ）
ライジングマイティキックの強化版。両足により強力な封印エネルギーと電撃を収束させ、両足蹴りを叩き込み、封印エネルギーを流し込む。命中、爆発すると噴火しているかのような激しい火柱が燃え立つ。相討ちにも近い形でゴ集団最強のゴ・ガドル・バの撃破に成功した。
破壊力は75トン。

スプラッシュドラゴン（ドラゴン）
敵に向けて跳躍し、ドラゴンロッドで敵のボディを突いて、先端から封印エネルギーを流し込む。
ライジングスプラッシュドラゴン（ライジングドラゴン）
スプラッシュドラゴンの強化版。50メートルまで強化されたジャンプ力を活かして跳躍し、急降下しながらライジングドラゴンロッドを敵に突き立て、ブレード部から封印エネルギーを流し込み、最小限に爆発の衝撃を抑えるため、洋上などに投げ飛ばす。

ブラストペガサス（ペガサス）
ペガサスボウガンから封印エネルギーが高密度に圧縮された空気弾を撃ち出し、封印エネルギーを撃ち込む。
ライジングブラストペガサス（ライジングペガサス）
ブラストペガサスの強化版。ライジングペガサスボウガンからより強力な封印エネルギーが高密度に圧縮された空気弾を連射する。複数命中すればその分威力が上昇し、爆発も連続で起こる。

カラミティタイタン（タイタン）
接近して敵との間合いを詰め、タイタンソードで敵のボディに突き立て、刀身から封印エネルギーを流し込む。
ライジングカラミティタイタン（ライジングタイタン）
カラミティタイタンの強化版。ライジングタイタンソードで敵の体を貫き、刀身から封印エネルギーを流し込む。
ダブルライジングカラミティタイタン（ライジングタイタン）
ゴ・ジャーザ・ギ戦で使用した技で、2本のライジングタイタンソードですれ違いざまに斬り付け、敵の体を貫いて刀身から封印エネルギーを流し込む。

### 派生作品での必殺技
アルティメットキック（アルティメット）
両足に封印エネルギーと炎を収束させ、跳び蹴りを叩き込み、封印エネルギーを流し込む。
『ディケイド』の『てれびくんDVD』にて、ディケイド コンプリートフォームに呼び出された個体で初使用された。
暗黒掌波動（）（ライジングアルティメット）
ブラックアイ専用の技。片手および両手から強烈な紫色のエネルギー波を放つ。複数のライダーを吹き飛ばすほどの威力を持つ。
ライジングアルティメットナックル（ライジングアルティメット）
レッドアイ専用の技。上空から炎を帯びた拳で殴り付ける。『ディケイド 完結編』にてドラスとの戦いで初使用。
ライジングアルティメットマイティキック（ライジングアルティメット）
レッドアイ専用の技。電撃を纏った右足で跳び蹴りを叩き込む。映像作品では、いずれも単体で使用せず、他のライダーとの連携技として使用する。
スーパーライジングアルティメットピンポイントキック（スーパーライジングアルティメット）
『オーズの世界』で使用。ディケイド オーズアーマーの電気ウナギウィップに投げ飛ばされながら、右脚に電気エネルギーを溜めながらキックの態勢をとりこんで、相手に叩き込む。
劇中では、ライダーロボのOシグナルを破壊して、機体に入っていた仮面ライダーオーズの変身データを消し去った。

### 合体技
オールライダーキック（ライジングアルティメット）
1号からZO、アギトからディケイドまでのオールライダーとの合体技。全員でそれぞれのライダーキックを放つ。
ダブルライダーキック（ライジングアルティメット）
『ウィザード』の特別編にて使用。仮面ライダーアギト シャイニングフォームとの合体技。自身のライジングアルティメットキックとアギトのシャイニングライダーキックの同時攻撃。
ディケイドアサルト（クウガゴウラム）
ファイナルアタックライド・クウガのライダーカードを使用して発動する。両顎で敵を挟み込んで急降下し、ディケイドの跳び蹴りで挟み潰す。
ライダーハリケーン（スイカアームズ+マイティフォーム）
『秘密戦隊ゴレンジャー』のゴレンジャーハリケーンなどのスーパー戦隊シリーズで使用されるボール技に近い技。クウガはスイカアームズとしてボールの役目。

## 専用ビークル
トライチェイサー2000 (TRCS-2000)
EPISODE4から登場。警察が開発した次期白バイ隊用車両の都市用の新型特殊白バイトライチェイサー2000Aの試作車。一条が雄介に託して以降、雄介の愛車となった。正式名称はトライアルチェイサー2000年型の略称で、上記のTRCS-2000が正式型名である。
採算を度外視して製作されている試作機のため、特殊警棒兼始動用のキーとなる右ハンドル・トライアクセラー、最高時速300キロメートルものスピードを発揮する特別製エンジン、無公害イオンエンジン・アレグロ、電気信号によって特殊磁気加工が施された塗料の色が変化するマトリクス機能など、経費削減のため2000Aでは簡略化された特殊機能を搭載し、両輪基部に備えられた激しいジャンプからの着地にも対応できるショック吸収システム・トライアルサスペンションや登坂能力と直線道路での高速走行、道路状態や走行速度によって表面の凹凸が微妙に変化して的確に道を捉え、安定した走行を確保する特殊ファイバーで強化されたバリアブル強化タイヤによって市販車以上の悪路走破性を発揮。また、元々警察車両であるためメーター部に無線を内蔵しており、後部のアンテナから送受信を行い、合同捜査本部からの情報をいち早く受け取れる。クウガへの変身前は黒一色で統一されたブラックヘッド、変身後は金、銀、赤を基調としたゴールドヘッドと呼ばれるカラーリングを使用し、初登場時は試作状態の銀、黒を基調とした白バイカラーのポリスヘッドで登場した。フロントカウル後部のコントロールパネル部のシステム起動暗証番号は4ケタのダイヤル式ナンバー入力機能だったが、EPISODE17でメ・ガドラ・ダに破壊されたため、科警研で修理、機能アップした。以降は2000Aと同様のテンキータイプとなった。
想定されていなかったゴウラムとの度重なる融合合体で車体が急激な金属疲労を起こし、EPISODE33でゴ・バダー・バとの戦闘中に機能停止してしまう。後に科警研で修復され、EPISODE48で一条がこれに跨って雄介と伴走。量産型である2000Aは1999年春に主な走行実験を終え、同年初夏から量産化を進行。初期小隊用に18台が警視庁に納品されており、2000年度中には大都市を中心とした各都道府県警に配備が完了予定で、未確認生命体の誘導に使用される。雄介も2000が機能停止した際に一度だけ使用した。警視庁ではこれを運用するための教育用ビデオが存在する。2000Aの2000との違いは前述の通り、2000の特殊機能がオミットされているのと、カラーリングは白バイカラーのポリスヘッドのみで、ガソリンエンジン駆動のため最高時速は約190キロメートル。フロントカウルには桜の代紋があり、前輪左側にはパトライト、右側にはメガホンが設けられ、後方のクリーナーサイレンサー下部には書類BOXが装備されている。
- ベースマシンはスペインのオートバイメーカー・GASGASのパンペーラ250。車種選定に当たってアクション担当の成田匠は「走破性に加えて自転車のようなタイトな動きが要求されていると感じた」と語っている。
- トライアル競技専用車は極限まで小型化され、「ライダーマシンとして見栄えがしない」という理由で外され、トライアルの動きに耐えられる市販車としてパンペーラが候補となった。当時成田はイタリアのベータ（のちにフランスのスコルパに更改）と契約しており、本来ならば他社のバイクを使用することは問題があったが、両社の理解が得られ使用が決定した。

ビートチェイサー2000 (BTCS-2000)
EPISODE33から登場。トライチェイサー2000に代わるマシンとして、科警研が警察官用ではなく、当初よりクウガ専用に開発した高性能バイク。トライチェイサー2000と同様に一条から雄介に託される。名称は車体素材に用いられる後述のBT鋼とクワガタムシ（英:スタッグビートル）をかたどったゴウラムとの融合合体用マシンであることが由来。
車体には新型の特殊形状記憶合金BT鋼を使い、ゴウラムとの融合合体に備え、理論上500回の融合合体に耐えられる構造で、また、ゴ集団のグロンギがライジングパワーによって至近距離で爆発しても無傷で耐えられる。後部にはゴウラムがボディを形成する金属成分を失って化石状の破片になることを防ぐための補給用液体金属が入った液体金属タンクを装備している。アレグロをチューンナップする形で設計開発した新型無公害イオンエンジン・プレストを搭載し、時速420キロメートルという常人には堪えられないスピードに短時間で加速できる。最高速走行からの急停車による停止時にはリアカウルからドラッグシュートタイプの小型パラシュートを射出して後方に展開して急減速する。緊急時にはフロントカウル両脇からビルトイン・タイプの開閉式のパトライトを展開して点灯させ、サイレンと併用することでパトカーなどと同様に一般車輌に協力を求めて進路の確保を行う。悪路走破性やマトリクス機能も健在で、変身前は銀、青を基調としたブルーライン、変身後は黒、赤を基調としたレッドラインと呼ばれるボディカラーを使用する。始動キーはトライチェイサーから引き継いだトライアクセラー。フロントカウル後部のコントロールパネルはトライチェイサーと異なって完成時からテンキータイプだった。
- ベースマシンはトライチェイサーと同様にパンペーラ250。

派生作品での機体
ビートチェイサー3000 (BTCS-3000)
『小説 仮面ライダークウガ』に登場。一条薫が使用していたが、終盤、五代雄介が使用する。
ロードチェイサー
『MASKED RIDER AGITΩ EDITION -PROJECT G1-』に登場。トライチェイサーやビートチェイサーの後継機（後述のガードチェイサーの前継機）。

スペック
| 名称                 | 全長     | 全高     | 最高速度 |
| -------------------- | -------- | -------- | -------- |
| トライチェイサー2000 | 2,400 mm | 1,250 mm | 300 km/h |
| ビートチェイサー2000 | 2,400 mm | 1,250 mm | 420 km/h |
| ロードチェイサー     | 2,400 mm | 1,250 mm | 380 km/h |

## 装甲機ゴウラム
EPISODE15から登場。古代人が古代戦士クウガの支援用に超古代の科学力で開発した、簡易的な人工知能による意思を持つ馬の鎧。超古代において「神の使い」とされていた甲虫を象った姿をしている。霊石アマダムを心臓部に内蔵し、クウガの求めに応じて飛来する。最高時速500km/hで飛行可能で、単体でもクウガが脚に掴まった状態で飛行でき、トライチェイサーやビートチェイサーに融合合体して強化する（その際、ゴウラムの力で融合合体しやすいように特殊金属の構造配列を変化させる）。九郎ヶ岳北遺跡から破片の状態で出土され、自身を運んでいた小林運輸の輸送トラックの運搬用コンテナや山梨県甲府市小渕沢町のスクラップ工場の赤いスクラップ車両のドア、東京都あきる野市のマンション屋上の給水塔と周囲にある様々な金属を取り込み完全体として再生した。「来たれ、甲虫をかたどりし馬の鎧となるしもべよ」という古代文字が刻まれている。トライゴウラムアタック後は体組織を構成する鉄が一気にエネルギーとして放出され、エネルギーが無くなると無数の石の破片に戻ってしまい活動を停止するが、雄介が触れるとエネルギーがチャージされて組織全体が活性化する（ビートチェイサー2000のタンクはその配慮）。普段は科警研で保管され、時折リント語を発している。
クウガが憎しみの心でアルティメットフォームとなって理性を失って暴走すると、ゴウラムの力が悪用されないようゴウラムがそれを感じて自動的に砂となって崩れ落ちるようアマダムにその警告システムが組み込まれている。雄介が憎しみの心を抱かずにアルティメットフォームに変身したので、グロンギ壊滅後にそのままの形で残っている。
- ゴウラムが話すリント語はオダギリジョーが吹替えを担当している[70]。

トライゴウラム
- ベース車種：ヤマハ・V-MAX

トライチェイサー2000とゴウラムが融合合体した鉄の馬とも呼ばれる装甲二輪車。融合合体時に素体となるトライチェイサーも金属部分やバイクの排気量、ゴムやプラスチックの部分が変形し、分離時には元に戻る。しかし、EPISODE15で初めてこの形態になった際は、ゴウラムが復活直後ということもあり、突然停止してしまい、メ・ギャリド・ギの運転するトラックのバックで押し潰されるが、馬の鎧の名に相応しく無傷だった。必殺技は最高時速400キロメートルもの全速力で敵に体当たりを放ち、ツノ先に封印エネルギーを集中させ、敵に体当たりを繰り出すトライゴウラムアタック。
ベース車種はビートゴウラム・ライジングビートゴウラムとも同様。
- 企画当初はトライゴウラム自体が超古代のメカとして提案され、トライゴウラムからゴウラムが分離するという物だったが、超古代にバイクはおかしいという文芸担当からの意見によってトライチェイサーとゴウラムが別々に登場することとなった。デザイナーの野中はトライアル用のバイクがベースであったことから、デザイン的な制約があったと語っている。

ビートゴウラム
ビートチェイサー2000とゴウラムが融合合体した戦闘用マシン。ビートチェイサー2000自体がゴウラムとの融合合体を前提として開発されているため、約500回の融合合体に耐え、融合合体にかかる時間も短縮されている。トライゴウラムの約1.5倍の性能を有しており、弱らせた怪人を人気のない場所に運ぶために使われることが多い。
ライジングビートゴウラム
ビートゴウラム本体がライジングエネルギーの影響で強化変形した強化形態。フロントカウルに封印エネルギー増強用、ゴウラムの後ろ足に当たる部分に加速用の金色の強化装甲が生成されている。ライジングパワーを使用しているため、活動時間は30秒となっている。
必殺技はライジングフォームの力を加え、威力が強化された体当たりを放ち、ライジングパワーを放出した大顎から封印エネルギーを流し込むライジングビートゴウラムアタック。この形態になった後、科警研に帰還したゴウラムはアルティメットフォームの禁忌の力に近いライジングパワーを受けたためか、くすんだ色になった。
ライジングパワーの放出時に伴う強力な高電圧により、合体を前提したビートチェイサーであってもしばしば故障してしまう可能性が考えられる。

### 派生作品でのゴウラム
鉄騎
ジオラマ小説『S.I.C. HERO SAGA』の『MASKED RIDER KUUGA EDITION』に登場。ゴウラムがン・ダグバ・ゼバの乗る巨大な馬に合体した姿。
新ビートゴウラム
『小説 仮面ライダークウガ』に登場。ビートチェイサー3000と合体した姿。仮面ライダークウガ（雄介）が使用。

### ゴウラムのスペック一覧
| 名称                     | 全長                            | 最大全幅                          | 全高     | 最高時速                      |
| ------------------------ | ------------------------------- | --------------------------------- | -------- | ----------------------------- |
| 装甲機ゴウラム           | - 2,700 mm - 角の長さ：1,010 mm | - 1,200 mm - （主翼を閉じた状態） |          | - 500 km/h - （最高飛行速度） |
| トライゴウラム           | 3,200 mm                        | 1,100 mm                          | 1,200 mm | 400 km/h                      |
| ビートゴウラム           | 3,200 mm                        | 1,100 mm                          | 1,200 mm | 570 km/h                      |
| ライジングビートゴウラム | 3,200 mm                        | 1,100 mm                          | 1,200 mm | - 700 km/h - （瞬間最高速度） |
| 鉄騎                     | 3,300 mm                        | 1,200 mm                          | 1,900 mm |                               |

## 仮面ライダークウガに変身したキャラクター
五代 雄介（）
『仮面ライダークウガ』の主人公。1975年3月18日生まれの24歳→25歳。血液型はO型。北海道生まれ。小学6年生の時に戦場カメラマンだった父親がアフガニスタンで死亡し、18歳の時に女手一つで自分と妹を育てた母親も他界。
世界を旅する冒険家で、笑顔とサムズアップがトレードマーク。一人称は「俺」で、「大丈夫!」が口癖。「みんなを笑顔に」がモットー。一見すると飄々とした能天気な性格で、桜子のいる研究室を訪れる際、「ここの研究室は登ってくれって感じがする」という理由でビルクライミングで学舎の壁を登るなど変わり者のところもあるが、実際は相手に心配をかけないよう、弱さを見せない強い意志と深い優しさをうちに秘めており、周りの人の笑顔を守るためにどんなときも明るく振る舞っている。子供好きであり、わかば保育園の園児たちから好かれており、子供たちの悩み事にもさりげなくアドバイスをしたりもする。
九郎ヶ岳遺跡の調査団が行方不明になった事件の現場で一条と出会い、そこで発掘されたアークルから超古代のイメージを見る。その後、桜子と共に長野県警を訪れるが、襲撃してきたズ・グムン・バから人々を守るため、咄嗟にアークルを装着したことでクウガとなった。その後、実加の涙を見て、人々の笑顔を守るために戦うことを決意。
父の死に際し恩師・神崎の言葉に感銘を受けて「2000年までに2,000の技を持つ」と約束。初対面の人間には「夢を追う男・○○○○の技を持つ男」と書かれた自作の名刺を手渡す。1番目の技は笑顔で、クウガへの変身が2,000番目の技になった。クウガを示す文字が気に入ったのか、自分のシャツやバイクなどにマークをプリントしたり、マークを入れたベルトのバックルを自作した。
日本に滞在中は喫茶店「ポレポレ」に居候しており、隙を見つけてはわかば保育園を訪れて2,000の技の1つを披露している。
元々好戦的な性格ではなく、たとえ人を守るためとはいえ、暴力を振るうことに対して「あの感触は好きにはなれない」と考えるほどの平和主義者である。その想いは劇中で度々描かれ、最後のダグバとの戦いでその最たるものが見られる。
ダグバを倒した後、再び海外へと旅立っていった。
EPISODE1・2ではスズキ・DR-Z400に乗っていたが、ゴオマとの戦いで焼失した。
- 書籍によってはテレビシリーズの五代クウガは「2000年のクウガ」、漫画版の五代クウガは「2015年のクウガ」とされており、テレビシリーズの五代が「2000の技を持つ男」であるのに対して、漫画版の五代は「2015の技を持つ男」とされている。

小野寺 ユウスケ（）
『仮面ライダーディケイド』の登場キャラクター。ディケイドを倒すという目的を抱いていた鳴滝から変身ベルト・アークルを託され、仮面ライダークウガに変身する能力を得た青年。一人称は「俺」。「クウガの世界」出身。最初は尊大な態度をとる士に喰って掛かったが、共闘を経て友情を築き、強い信頼を寄せるようになる。クウガに変身した後、両腕を素早く構える癖がある。
当初は「自分を認めてもらう」ためにグロンギと戦い、八代藍からの称賛とその笑顔を支えとしていた。しかしグロンギとの戦いで亡くなった彼女が死に際に遺した言葉によって「世界中の人々を笑顔にする」という願いに目覚める。
「クウガの世界」にてディケイドとの共闘でグロンギを壊滅させた後、キバーラによってキバの世界に連れて来られ、士たちと合流して異世界を巡る旅に同行する。主に情報収集やその世界のライダーへの激励などで士をサポートする。
「アギトの世界」では仮面ライダーG3-Xの装着者となったり、「電王の世界」ではモモタロスに無理矢理憑依されて仮面ライダー電王 ソードフォームに変身されたりする。
「ライダー大戦の世界」での最終決戦時、スーパーアポロガイストの必殺技から士を庇って致命傷を負ってしまうものの、キバーラの力によって意識を取り戻す。だがキバーラに魔皇力を注入された影響で突然性格が豹変してしまい、アルティメットフォーム（ダークアイVer.）に変身し、ディケイドに襲い掛かる。
- 苗字の由来は石ノ森章太郎の本名である「小野寺」から。
- 書籍によっては、小野寺は「2号ライダーのクウガ」とされている。

## 関連するキャラクター
仮面ライダー1号
『仮面ライダー』の主役ライダー。クウガのデザインの参考になった仮面ライダーの1体。
仮面ライダーストロンガー
『仮面ライダーストロンガー』の主役ライダー。クウガのデザインの参考になった仮面ライダーの1体。
Gシリーズ系ライダー
『仮面ライダーアギト』に登場する、装着タイプの仮面ライダー。以下のいずれも、「未確認生命体第4号」を元に設計されたものとして設定されている。
GENERATION 1
『S.I.C. HERO SAGA』に登場するGシリーズの第一世代機。クウガ（マイティフォーム）に類似した能力を披露している。
仮面ライダーG3
上記の設定に準じる形で、デザインコンセプトも「警察がメカで再現した未確認生命体第4号」とされている。
仮面ライダーG3-X
『仮面ライダーディケイド』の「アギトの世界」では、小野寺ユウスケが一時的にこの仮面ライダーに変身したこともある。
仮面ライダー電王
『仮面ライダー電王』の主役ライダー。『仮面ライダーディケイド』の「電王の世界」では、小野寺ユウスケが一時的にこの仮面ライダーに変身したこともある。
アマダム
『仮面ライダーウィザード』特別編に登場した敵キャラクター。クウガの霊石と名を同じくする。

### クウガ・プロトタイプ
『小説 仮面ライダークウガ』にのみ登場。警察官となり、一条薫の後輩となった夏目実加（なつめ みか）が変身している。

#### フォーム（プロトタイプ）
リントが作り出したアークルのプロトタイプにより変身する。劇中では以下の2フォームが登場した。
グローイングフォーム
姿は仮面ライダークウガのグローイングフォームに近いと表現されているが、グロンギの1人・ゲラグを「グローイングキック」で倒すなど高い能力を持つ。
アルティメットフォーム
通称「黒の二号」。仮面ライダークウガと違い、角の部分はグローイングフォームのまま。ゴ・ライオ・ダ戦で変身。
変身した当初は、理性が残っていたため、レッドアイとブラックアイが点滅するように交互に現れていたが、理性を失い、ブラックアイに変わる。

#### ツール（プロトタイプ）
アークル（プロトタイプ）
クウガのアークル同様、 霊石・アマダムを埋め込んで作り出した変身ベルトだが、こちらの「アマダム」には「心の闇」を制御する機能がなく、「凄まじき戦士」（アルティメットフォーム）へ変身して暴走する可能性を持っている。
怒りの塔
ゴ・ライオ・ダ戦で東京タワーを変化させたもの。

### クウガの力を使用するキャラクター
以下のほか、テレビシリーズ内にもゴ・ガドル・バやン・ダグバ・ゼバなど、クウガに類似した能力を持つ怪人が登場している。
仮面ライダーディケイド
『仮面ライダーディケイド』の主役ライダー。仮面ライダーディケイドが、カメンライド・クウガのライダーカードを使用しディケイドクウガというベルト以外マイティフォームと同じ姿に変身する。また、フォームライドでドラゴンフォーム・ペガサスフォーム・タイタンフォームにも変身するほか、コンプリートフォームの力でクウガを召喚することもできる。
仮面ライダーナックル
『仮面ライダー鎧武/ガイム』に登場する仮面ライダー。『ガンバライジング』でクウガアームズが登場。クウガロックシードで変身する。
仮面ライダーフィフティーン
『平成ライダー対昭和ライダー 仮面ライダー大戦 feat.スーパー戦隊』に登場する仮面ライダー。設定上はクウガから鎧武までの平成15人ライダーの力を使用可能とされている平成ライダーロックシードで変身する形態の一つだが、劇中ではクウガの力は未使用で終わっている。
仮面ライダーゴースト
『仮面ライダーゴースト』の主役ライダー。『ガンバライジング』でクウガ魂が登場。クウガゴースト眼魂で変身。必殺技はクウガソウルキック。『仮面ライダーゴースト 伝説!ライダーの魂!』では平成魂が登場。仮面ライダー45ゴースト眼魂で変身。クウガからゴーストまでの平成17人ライダーの力を使って戦う。体には平成ライダー17人ライダーのライダーズクレストが描かれている。
仮面ライダーエグゼイド
『仮面ライダーエグゼイド』の主役ライダー。『ガンバライジング』でクウガゲーマーが登場。冒険野郎クウガガシャットで変身する。
アナザークウガ
『平成仮面ライダー20作記念 仮面ライダー平成ジェネレーションズ FOREVER』で登場。アナザークウガウォッチをティード自らが使用したことで変身。他のアナザーライダーと比べて巨大な体を持ち、劇中ではアナザーデンライナーに捕まり時間移動を行っている。
アナザーアルティメットクウガ
『平成仮面ライダー20作記念 仮面ライダー平成ジェネレーションズ FOREVER』で登場。特異点である久永シンゴの体にアナザークウガウォッチを埋め込んだ上でティードが融合した姿。
仮面ライダージオウ
『仮面ライダージオウ』の主役ライダー。『平成仮面ライダー20作記念 仮面ライダー平成ジェネレーションズ FOREVER』と『仮面ライダージオウ』では、クウガライドウォッチを使用し、クウガアーマーに変身する。
また、グランドジオウライドウォッチやオーマジオウウォッチの力でグランドジオウやオーマフォームに変身する。これらのフォームは、クウガなどの他の平成仮面ライダーを召喚する能力を持つ。
タイムマジーン
『仮面ライダージオウ』に登場する仮面ライダーたちの乗り物。『平成仮面ライダー20作記念 仮面ライダー平成ジェネレーションズ FOREVER』では、ジオウのタイムマジーンにクウガライドウォッチの力が付加され、クウガモードに変形する。
仮面ライダーリバイ
『仮面ライダーリバイス』の主役ライダー。『仮面ライダーリバイス』や劇場版にライオンゲノムが登場。ライオンバイスタンプで変身する。
仮面ライダーバイス
『仮面ライダーリバイス』の主役ライダー。『仮面ライダーリバイス』や劇場版にライオンゲノムが登場。ライオンバイスタンプで変身する。

## 仮面ライダークウガを演じた人物

### 俳優
オダギリジョー
- 『仮面ライダークウガ』（テレビスペシャルも含む）

村井良大
- 『仮面ライダーディケイド』
- 『劇場版 仮面ライダーディケイド オールライダー対大ショッカー』（ネットムービーも含む）
- 『仮面ライダー×仮面ライダー W&ディケイド MOVIE大戦2010』
- 『MASKED RIDER LIVE&SHOW 〜十年祭〜』
- 『RIDER TIME 仮面ライダーディケイド VS ジオウ ディケイド館のデス・ゲーム』

### 声優
オダギリジョー
- 『仮面ライダークウガ』（ゲーム）

村井良大
- 『仮面ライダーG』
- 『仮面ライダー バトライド・ウォー』シリーズ（小野寺）
- 『仮面ライダーバトル ガンバライジング』（小野寺）
- 『仮面ライダー ストームヒーローズ』（小野寺）

松原大典
- 『仮面ライダーバトル ガンバライド』
- 『仮面ライダーバトル ガンバライジング』（五代）
- 『仮面ライダー クライマックスヒーローズ』シリーズ
- 『オール仮面ライダー ライダージェネレーション』シリーズ
- 『仮面ライダー バトライド・ウォー』シリーズ（五代）
- 『仮面ライダー クライマックスファイターズ』シリーズ
- 『仮面ライダー ストームヒーローズ』（五代）
- 『仮面ライダー シティウォーズ』

今村直樹
- 『仮面ライダー×スーパー戦隊 スーパーヒーロー大戦』

平井啓二
- 『ネット版 仮面ライダーウィザード イン マジか!?ランド』

### スーツアクター
富永研司
- 『仮面ライダークウガ』
- 『仮面ライダーディケイド』
- 『劇場版 仮面ライダーディケイド オールライダー対大ショッカー』
- 『ネット版 仮面ライダーディケイド オールライダー超スピンオフ』
- 『仮面ライダー×スーパー戦隊 スーパーヒーロー大戦』
- 『平成仮面ライダー20作記念 仮面ライダー平成ジェネレーションズ FOREVER』
- 『仮面ライダーガッチャード ザ・フューチャー・デイブレイク』

伊藤教人
- 『仮面ライダーディケイド』
- 『仮面ライダー×仮面ライダー W&ディケイド MOVIE大戦2010』

高岩成二
- 『ネット版 仮面ライダーディケイド オールライダー超スピンオフ』
- 『平成仮面ライダー20作記念 仮面ライダー平成ジェネレーションズ FOREVER』

永徳
- 『ネット版 仮面ライダーディケイド オールライダー超スピンオフ』

岡元次郎
- 『ネット版 仮面ライダーディケイド オールライダー超スピンオフ』

渡辺淳
- 『ネット版 仮面ライダーディケイド オールライダー超スピンオフ』

### バイクスタント
成田匠
- 『仮面ライダークウガ』
- 『平成仮面ライダー20作記念 仮面ライダー平成ジェネレーションズ FOREVER』

成田亮
- 『平成仮面ライダー20作記念 仮面ライダー平成ジェネレーションズ FOREVER』